# Mark 81

Mark 81 (сокр. Mk 81) — авиационная бомба калибром 250 фунтов (113 кг).
Разработана в США в 1950-х годах, применялась в годы войны во Вьетнаме.
Является самой маленькой из серии авиабомб типа Марк. Имеет номинальный вес 250 фунтов (113 кг) кг, но её фактический вес может колебаться в зависимости от модификации. Корпус изготавливается из металла. Он заполнен 44 кг взрывчатки тритонал (Tritonal).

## Задействованные структуры
В производстве отдельных элементов авиабомб и оборудования для их серийного производства были задействованы следующие компании:
- Станковое оборудование и металлообрабатывающие станки для производства различных деталей и узлов авиабомб — Borg Warner Corp., Чикаго, Иллинойс;
- Корпус — U.S. Steel Corp., Питсбург, Пенсильвания; Borg Warner Corp., Ingersoll Products Div.[англ.], Чикаго, Иллинойс; Norris Industries, Лос-Анджелес, Калифорния;
- Хвостовое оперение Mk 14 — Lasko Metal Products, Inc., Вест-Честер, Пенсильвания;
- Конический хвостовик-стабилизатор — StraightLine Manufacturing Co.[англ.], Корнуэллс-Хайтс, Пенсильвания.